# Malchus (serviteur de Caïphe)
Pour les articles homonymes, voir Malchus.
Malchus était un serviteur du grand prêtre Caïphe qui, selon l'Évangile selon Jean, faisait partie de ceux qui avaient été envoyés par Caïphe pour arrêter Jésus au Jardin des Oliviers, et  Pierre lui coupa une oreille d'un coup de son épée lors de l'échauffourée liée à l'arrestation. Cet épisode est relaté dans les quatre évangiles (Matthieu 26, 51-52, Marc 14,47, Luc 22,49-51 et Jean 18, 10-11). Les quatre textes présentent des variantes quant à la réaction de Jésus face à cette violence : Matthieu précise que Jésus dit alors : "Ceux qui dégainent l'épée périront par l'épée", et Luc indique que Jésus guérit immédiatement l'oreille de Malchus. 
Certains exégètes pensent que Pierre ne frappa ce serviteur que contraint et à son corps défendant, voulant l'empêcher de porter la main sur Jésus. D'autres exégètes supposent que l'oreille ne fut pas entièrement tranchée, et que Jésus la toucha simplement et la guérit.